# 6e armée (Empire russe)
Pour les articles homonymes, voir 6e armée.

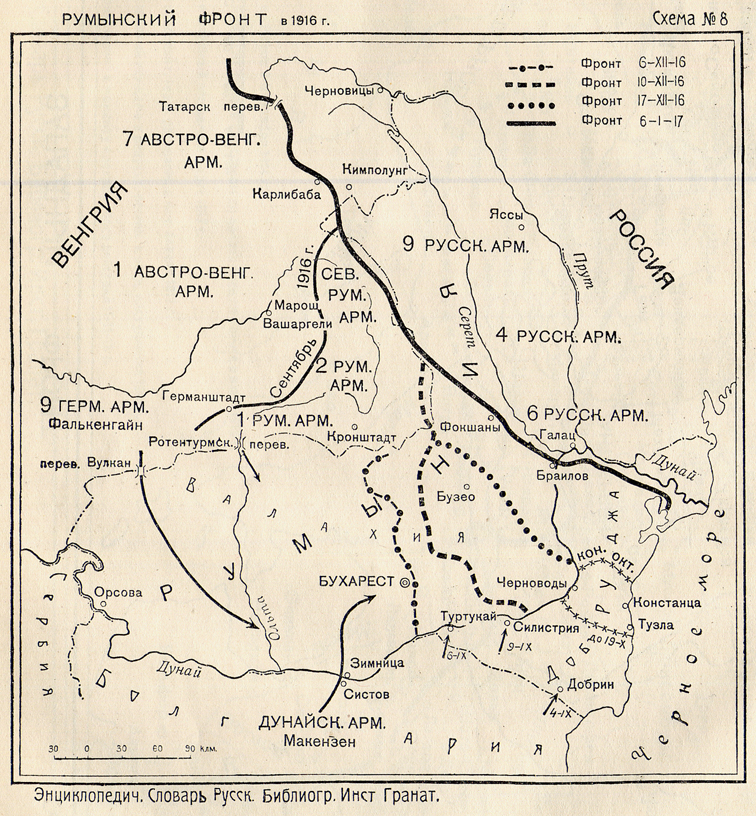
Front roumain avec les 9e, 4e et 6e armées russes, décembre 1916-janvier 1917

La sixième armée est une grande unité de l'armée impériale russe créée en 1912 et engagée sur le front de l'Est pendant la Première Guerre mondiale. Elle participe à plusieurs batailles contre les Empires centraux. Elle est dissoute en mars 1918.

## Historique

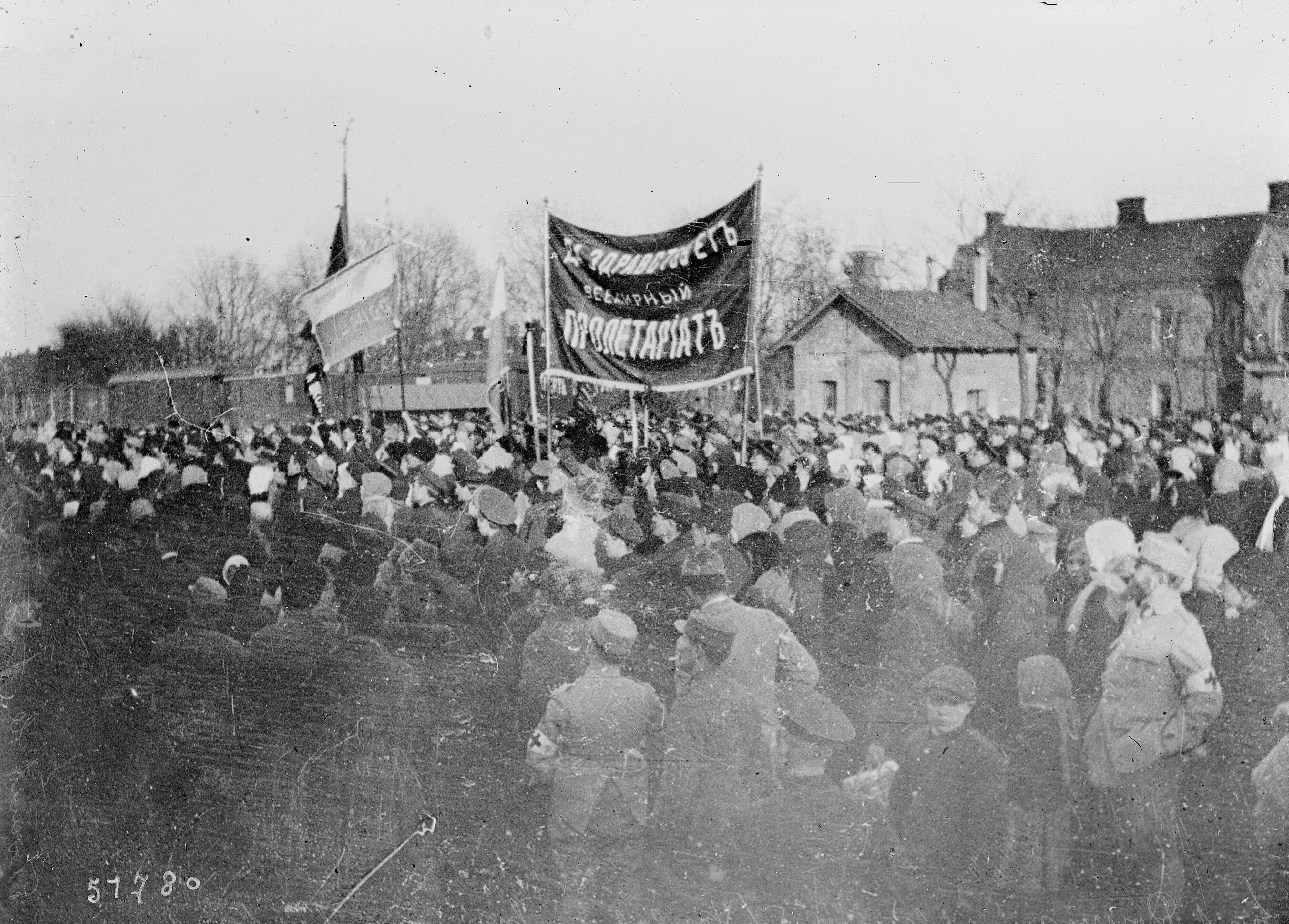
Soldats russes mutinés manifestant devant le train de la mission militaire française en Roumanie, v. octobre-décembre 1917.

La 6e armée est créée en septembre 1912. En juillet 1914, elle est installée dans la région militaire de Saint-Pétersbourg pour défendre les côtes de la mer Baltique et de la mer Blanche et les abords de Saint-Pétersbourg. En août 1915, elle est rattachée au front du Nord (en), groupe d'armées nouvellement créé sous le commandement de Nikolaï Rouzski et qui comprend les 5e, 6e et 12e armées.
En décembre 1916, l'état-major de la 6e armée est transféré au sud sur le front roumain où il reprend en main les éléments de l'armée russe de Dobroudja (en), créée en septembre 1916 et rebaptisée en octobre l'armée du Danube (en). Cette nouvelle 6e armée participe aux combats de la Roumanie pendant la Première Guerre mondiale.
À la fin de 1917, l'armée, minée par les mutineries et les désertions, se disloque et perd toute valeur combative. Certains éléments rejoignent les bolcheviks, d'autres la République populaire ukrainienne, proclamée à Kiev.

## Commandants
- Aleksandr Blagovechtchenski (1er septembre 1912- 26 août 1914)
- Konstantin Fan-der-Flit (ru) (26 août 1914 - 21 juin 1915)
- Nikolaï Rouzski (30 juin - 18 août 1915)
- Alekseï Tchourine (ru)
- Vladimir Gorbatovski (en) (20 mars - 12 décembre 1916)
- Afanassi Tsourikov (ru) (12 décembre 1916 - novembre 1917)
- Avgustin Perjhaïlo (ru) (novembre-décembre 1917)
- Leonid Degtiariev (ru) (décembre 1917 - mars 1918)

## Organisation

### 1915
- 42e corps
- 43e corps
- 3e corps de cavalerie

### 1916-1917
- 4e corps (décembre 1916 - décembre 1917)
- 7e corps (décembre 1916 - décembre 1917)
- 47e corps (décembre 1916 - décembre 1917)
- 4e corps sibérien (décembre 1916 - décembre 1917)
- 5e corps sibérien (décembre 1916 - décembre 1917)
- 6e corps de cavalerie (décembre 1916 - juillet 1917)

## Personnalités

Personnalités de la 6e armée de l'Empire russe
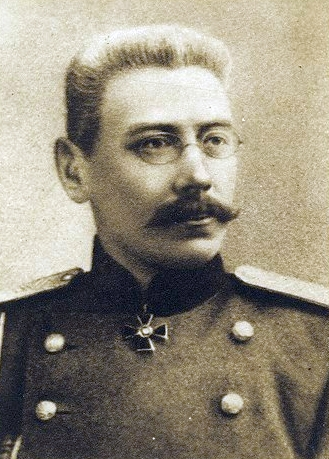
Nikolaï Rouzski, fusillé par la Tchéka en 1918.
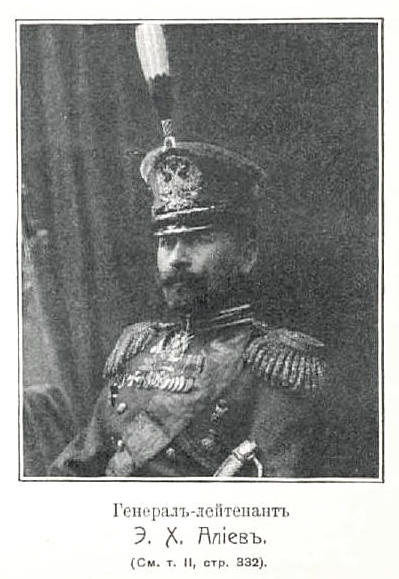
Eris Khan Sultan Giray Aliev (ru), chef du 4e corps, futur général des armées blanches en Tchétchénie, disparu en 1920.
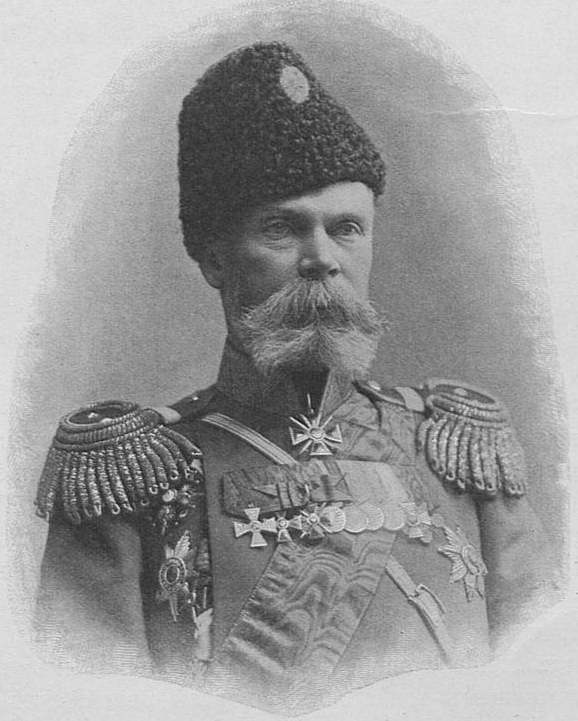
Vladimir Gorbatovski (en), futur général des armées blanches, mort en Estonie en 1919.
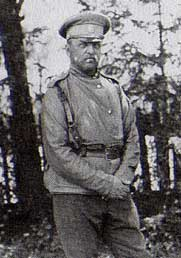
Vladimir Sokolov (1862-1919) (ru), chef du 4e corps sibérien, futur général des armées blanches, fusillé en 1919.
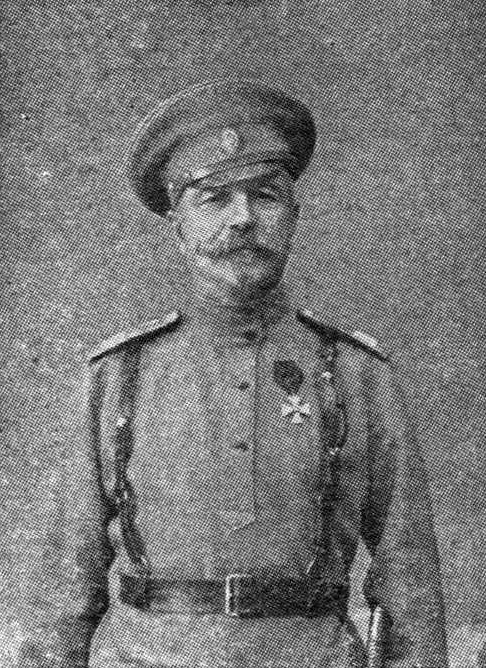
Afanassi Tchourikov (ru), futur général de l'Armée rouge, mort en 1922.
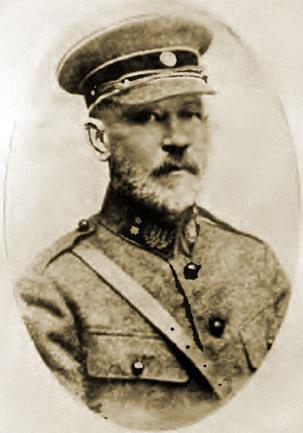
Mykola Yunakiv, chef du 7e corps, futur général de l'armée populaire ukrainienne, mort en exil en Pologne en 1931.

## Sources et bibliographie
- (en) Cet article est partiellement ou en totalité issu de l’article de Wikipédia en anglais intitulé « 6th Army (Russian Empire) » (voir la liste des auteurs) dans sa version du 6 août 2017.

- (ru) Cet article est partiellement ou en totalité issu de l’article de Wikipédia en russe intitulé « 6-я армия (Российская империя) » (voir la liste des auteurs) dans sa version du 10 avril 2016.

- (pl) Cet article est partiellement ou en totalité issu de l’article de Wikipédia en polonais intitulé « 6 Armia (Imperium Rosyjskie) » (voir la liste des auteurs) dans sa version du 2 octobre 2014.
- Jean-Noël Grandhomme, Michel Roucaud et Thierry Sarmant (préf. André Bach), La Roumanie dans la Grande Guerre et l'effondrement de l'Armée russe : édition critique des rapports du général Berthelot, chef de la Mission militaire française en Roumanie, 1916-1918, Paris, Harmattan, coll. « Aujourd'hui l'Europe », 2000, 461 p. (ISBN 978-2-747-50154-5, OCLC 716779359, lire en ligne), p. 392-394.